# Pedro Gil y Babot
Pedro Gil y Babot (Tarragona 1783-Barcelona 1853) fue un importante banquero, político, coleccionista de arte, comerciante, naviero y empresario español del siglo XIX. Tenía su casa en Barcelona, en la calle Merced n.º 14, a un paso del puerto. En 1843 era el contribuyente n.º 15 de la provincia, pasando en 1847 a tener la 8ª fortuna de la provincia. Fue nombrado caballero de la Orden Militar de San Juan de Jerusalén.

## Retrato de familia
Pedro Gil y Babot nació en Tarragona el 15 de septiembre de 1783. Hijo de Pablo Gil y Roig y de Teresa Babot. Su padre, que era maestro de obras —mestre de cases, arquitectos y constructores de la época— cuando él nació, se dedicó al comercio marítimo posteriormente.
Pedro Gil y Babot se casó con Josefa Serra y Cabañes, una de las hijas de su socio José Serra y Riba, en Palma de Mallorca, el 2 de mayo de 1813. En Tarragona nació su primer hijo Pedro Gil y Serra (1814-1867). Los otros diez hijos del matrimonio nacieron en Barcelona: José (1815-1877), Pablo (1816-1896), Teodora (1819), Luis (1820), Victoriano (1823), Eduardo (1825), Leopoldo (1826-1911), Claudio (1827-1879), Federico (1830) y Matilde (1832). Victoriano, Eduardo y Federico murieron siendo niños; Teodora, Luis y Matilde murieron jóvenes. Solo cinco hermanos varones llegaron a adultos, sobreviviendo a sus padres: Pedro, José, Pablo, Leopoldo y Claudio.
Los hermanos Gil-Serra se criaron en el ambiente de un rico comerciante de Barcelona que decidió orientarlos hacia el mundo de los negocios, enviándoles a formarse en Londres y París, donde aprenderían idiomas y a moverse en sociedad. Así, Pedro Gil y Serra fue enviado en 1833 a formarse en París, en la casa Aguirrebengoa e Hijos y Uribarren regentada por José Ignacio Aguirrebengoa, que era el banquero de Pedro Gil y Babot en París. En 1834, se le unió su hermano Pablo, de 17 años. Pedro estuvo un año en París y luego se trasladó a Londres, en donde luego se le unió su hermano Pablo, para trabajar con los hermanos Francisco y Cristóbal Murrieta, en la casa Aguirre Solarte y Murrieta.

## Naviero, banquero, comerciante e industrial
Pedro Gil y Babot empezó a girar como comerciante, a título individual en 1810, cuando tenía 27 años. En 1811 se asoció con José Serra y Riba, que era un veterano hombre de negocios con relaciones en América, que giraba en Barcelona y Villanueva y Geltrú. Al entrar en negocios con José Serra y Riba, Tarragona estaba tomada por el ejército francés, por lo que se fue a Palma de Mallorca donde abrió una segunda casa de comercio en 1812 que mantuvo operativa hasta 1815.
Al terminar la Guerra de la Independencia, el matrimonio Gil-Serra regresó a Tarragona. Instalado en Tarragona, Pedro Gil y Babot levantó diversos almancenes en el puerto de Tarragona. A los 30 años, Pedro Gil y Babot se trasladó con su familia a Barcelona, donde abrió una nueva casa de comercio. Al marchar de Tarragona, para mantener la casa de comercio que allí tenía, dio poderes a su cuñado, también comerciante, Nicolás Dardet, que se convirtió en su hombre de confianza en esa plaza.

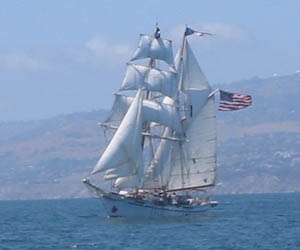
Bergantín.

Pedro Gil y Babot inició en Barcelona su actividad de naviero, participando en la financiación de una fragata denominada Cristina, a la que siguió la polacra Constancia dedicada ésta a la actividad corsaria. Pedro Gil y Babot armó varios veleros mercantes (algunos de ellos en sociedad con su suegro José Serra y Riba) como las fragatas Merced y Misericordia, el bergantín Tellus (dedicado ocasionalmente al tráfico de esclavos, con malos resultados económicos), el Curro, la fragata Curra, etc. La armadora de los Gil se revela como una inagotable fuente de acumulación de capital.
La actividad importadora y exportadora del Pedro Gil y Babot fue más allá del uso de sus propios buques. Mantuvo una relación especialmente intensa con La Habana, tras la independencia de las colonias americanas. Sus barcos también operaron en las costas de África. Su principal actividad exportadora fue la de vinos y aguardientes de Tarragona.
En 1820 murió José Serra y Riba. La muerte de su suegro le permitió a Pedro Gil y Babot utilizar en sus operaciones el patrimonio de su suegro, del cual su suegra Teodora Cabañes era usufrutuaria. De esta manera pudo multiplicar su actividad armadora con total independencia, sin necesidad de socio alguno. Así lo hizo con el bergantín Romano, el queche Los buenos amigos, la goleta Concepción (alias, La Amelia), la Constancia, un nuevo Cristina, el Leopoldo (también dedicado al corso y cuyo cocinero inicial era un esclavo negro que trabajaba sin ninguna remuneración hasta su devolución a su propietario, don Cristóbal Llomera en América).

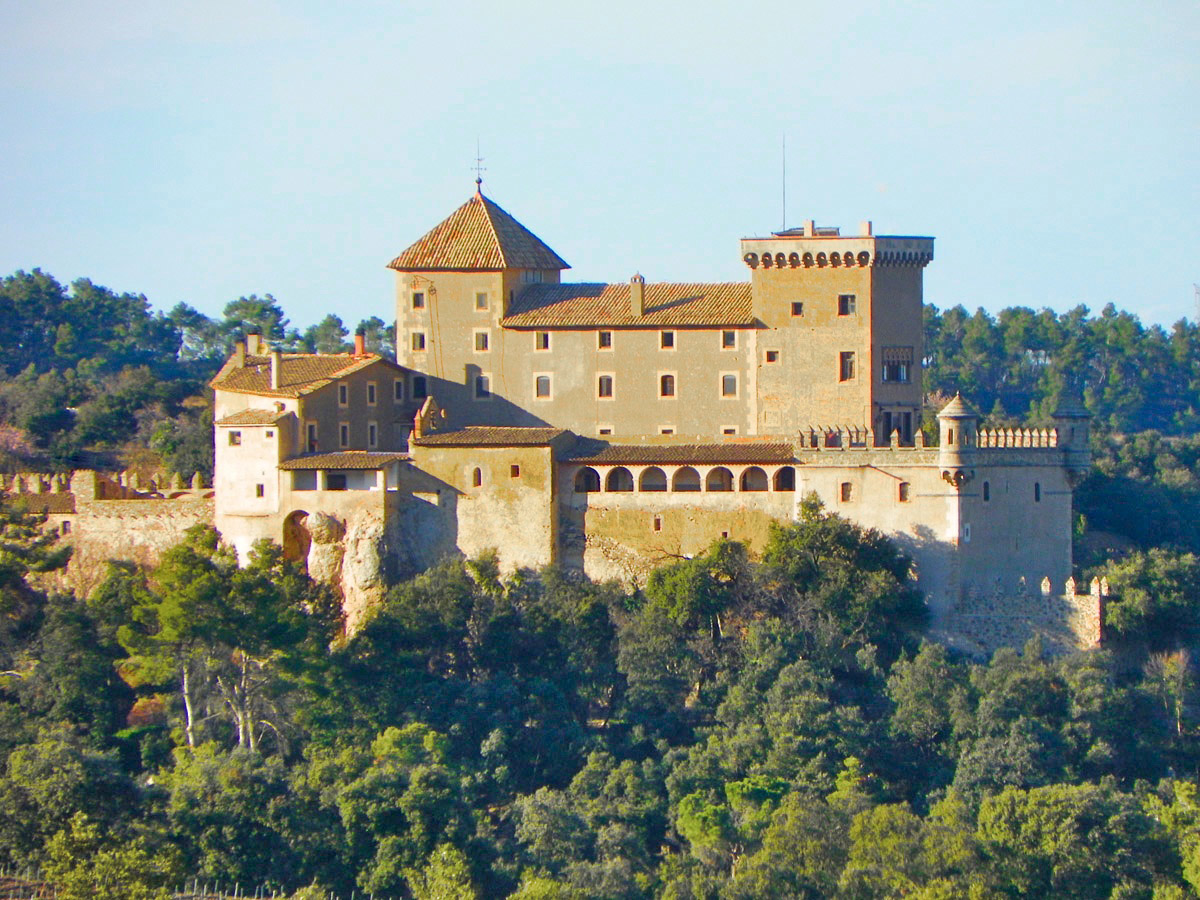
Castillo de Riudabella, cerca del Monasterio de Poblet.

Pedro Gil y Babot diversificó sus actividades y sus riesgos, ampliando sus negocios al comercio al por menor, a la financiación a otros comerciantes, a la promoción de nuevas industrias textiles, etc. No obstante, su gran proyecto empresarial, y una fuente segura de múltiples ganancias, fue la Empresa de la Sal. 
La Empresa de la Sal del Principado de Cataluña estuvo en manos del conocido banquero y comerciante barcelonés, natural de Capellades, Francisco Fontanellas Calaf, Marqués de Casa Fontanellas, hasta 1830, fecha en que su arriendo pasó a Pedro Gil y Babot al mejorar la oferta. Para la explotación del monopolio se asoció con Francisco Puigmartí (buen conocedor del negocio de la sal) y con José Safont (que también participaba como socio capitalista), bajo la razón social de Puigmartí G.S. y Cía.. Dos años y medio después de conseguir el arriendo del monopolio, empezaron las diferencias entre los socios pero estas pudieron ser superadas. En 1837 se acabó el arriendo del monopolio. En 1840, Pedro Gil y Babot compró a Francisco Puigmartí su parte de la empresa, pasando a ostentar el 67% de la misma. La empresa continuó vigente durante unos años hasta liquidarse, una vez resueltas las diferencias entre los socios, en 1857.

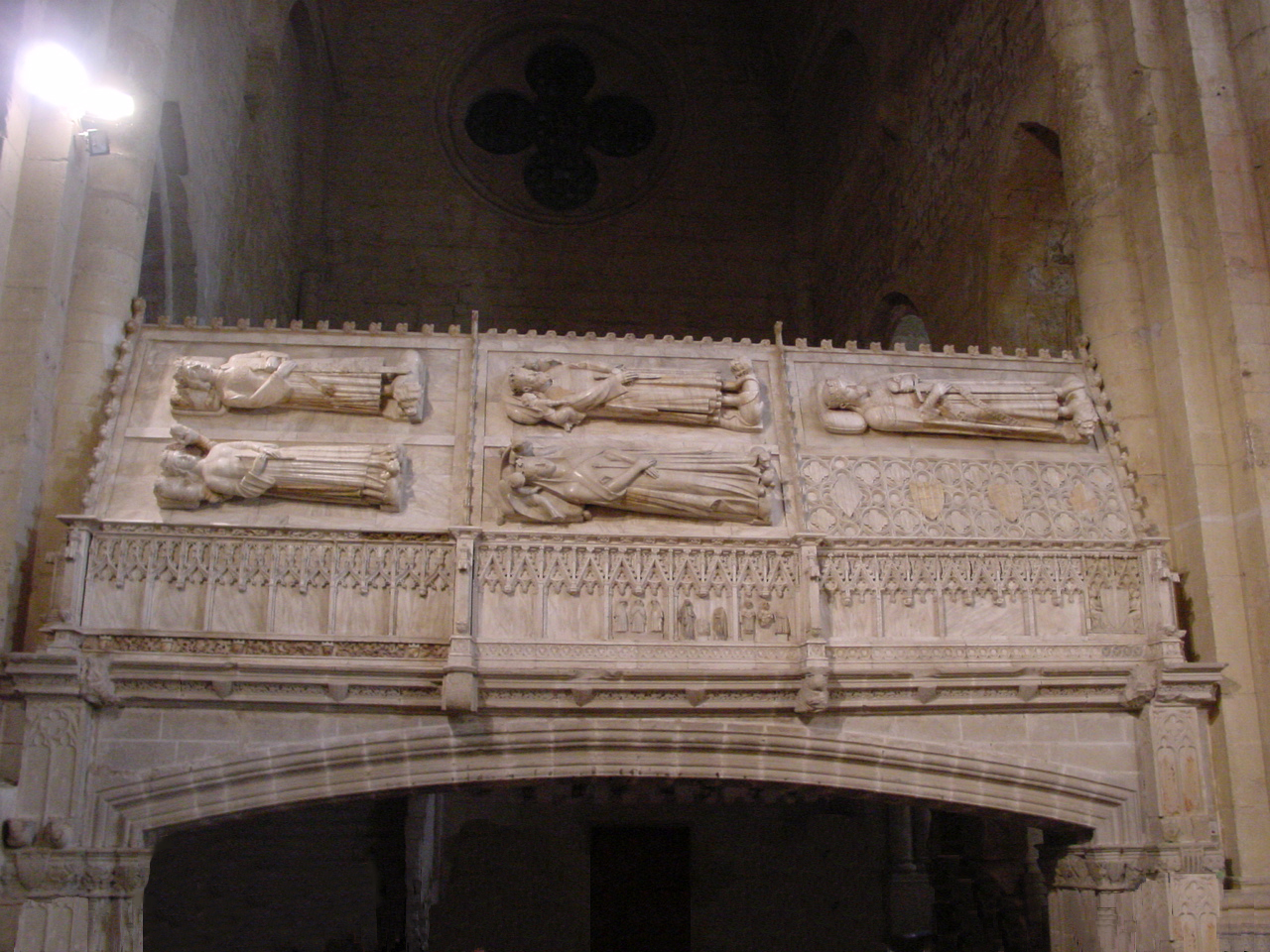
Panteón de los reyes de Aragón en el Monasterio de Poblet.

Como administrador del estanco público de la renta de la sal en Cataluña, Pedro Gil y Babot se convirtió, a raíz de los problemas acaecidos durante las Guerras Carlistas, en acreedor de la Hacienda Pública, la cual tenía en esos momentos graves problemas de tesorería. El Tesoro español acabó pagando sus deudas con Pedro Gil y Babot mediante la adjudicación de diversas fincas desamortizadas en la Desamortización de Mendizábal, convirtiéndose en un importante propietario de fincas de Cataluña, entre las que se encontraban cuatro fincas contiguas al desamortizado Monasterio de Poblet, con el castillo de Riudabella, que todavía conservan sus descendientes de la rama Gil-Moreno de Mora. El resto de la deuda la cobraron ya sus hijos durante el Bienio Progresista.
Su hijo, Pedro Gil y Serra fue quien se ocupó de salvaguardar los restos de los siete condes de Barcelona y reyes de Aragón enterrados el Monasterio de Poblet, en ese momento abandonado tras la desamortización, para llevarlos a la catedral de Tarragona, donde estuvieron hasta el restablecimiento de la vida monásticas tras la Guerra Civil.

## Sociedad Catalana para el Alumbrado de Gas en Barcelona
Charles Lebon había creado en 1832 una fábrica de gas en Dieppe (Francia). Acto seguido se trasladó a Barcelona para repetir la experiencia con algún socio capitalista local, siendo Pedro Gil y Babot quien recogió la oferta de Lebon. En 1840 presentaron una propuesta escrita al Ayuntamiento explicando las virtudes del alumbrado a gas, que era el primer sistema de alumbrado público, consiguiendo en 1841 la contrata por quince años. Charles Lebon se reservaba la dirección técnica y Pedro Gil y Babot el asegurar la financiación. El hijo, Pedro Gil y Serra fue nombrado banquero de la sociedad. El entedimiento entre Gil y Lebon en la Sociedad Catalana para el Alumbrado de Gas en Barcelona duró poco. Tras muchos pleitos, José Gil y Serra logró en 1849 asumir en solitario la administración del negocio.

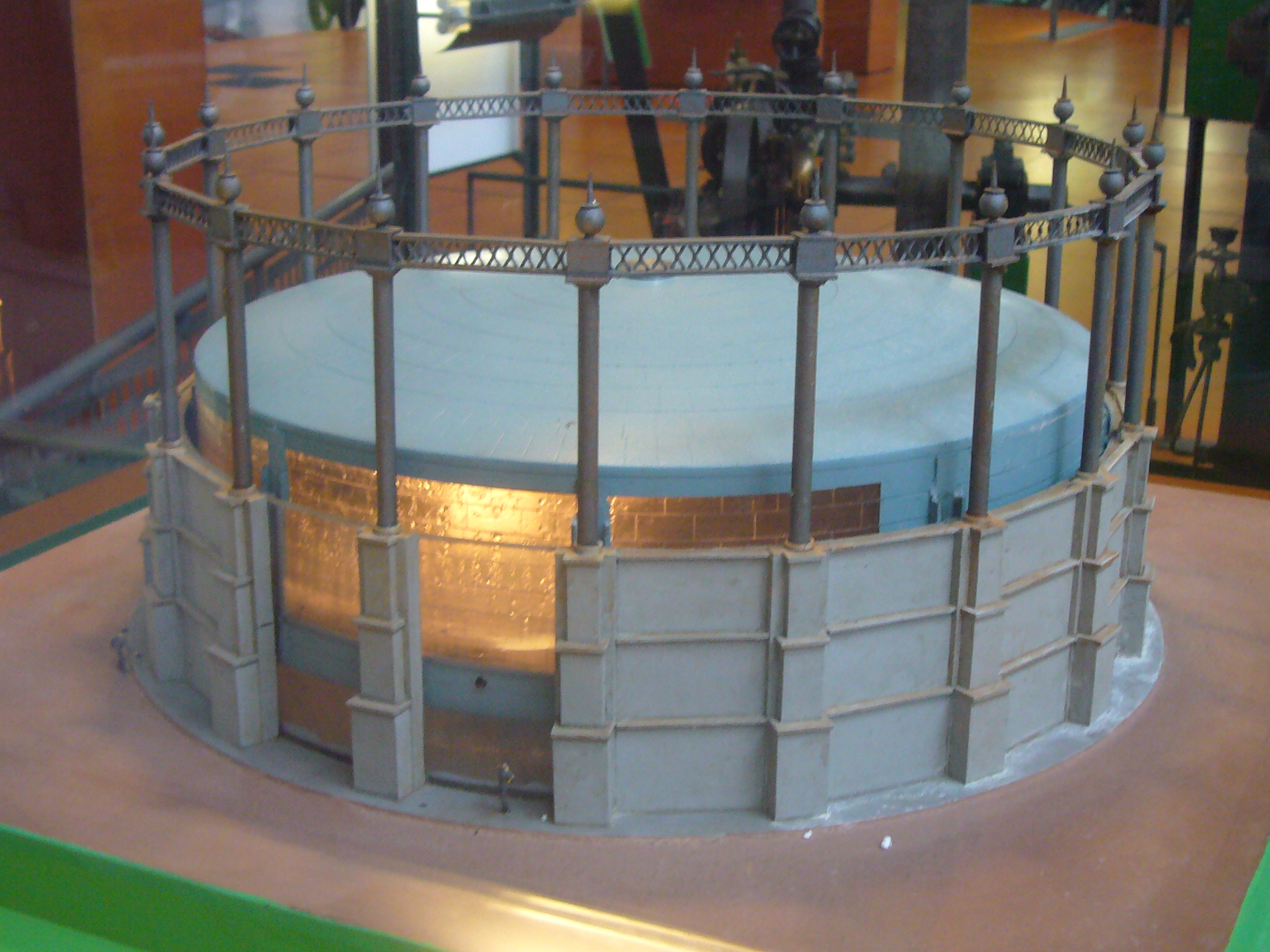
Modelo del gasómetro de la Sociedad Catalana para el Alumbrado de Gas en la Barceloneta, Barcelona.

Los padres no parecían tener mucha confianza en la capacidad de José Gil y Serra para los negocios. No obstante en 1844, antes de cumplir los 30 años, era nombrado gerente de la Sociedad Catalana de Alumbrado por Gas, y en 1848 pasó a la Junta Administrativa. La marcha de su hermano Pedro a París le había convertido en la mano derecha de su padre. Hubo diferencias entre Charles Lebon y Pedro Gil y Babot. Las diferencias se resolvieron, primero, con un arbitraje aceptado por ambas partes. En 1849, mediante un golpe de efecto, prometiendo uno premio al capital invertido del 8%, los Gil tomaron el control efectivo de la compañía.
Los Gil fueron los principales beneficiarios de la Compañía de Gas, empezando con el arriendo del terreno de la fábrica, y continuando con los beneficios del 5% que tenía Pedro Gil y Babot en su calidad de fundador, los dividendos de las acciones y con el sistema de administración mixta, mediante el cual José Gil y Serra percibía directamente una parte de las ganancias netas de la empresa. El gas fue la iniciativa empresarial más importante de los Gil. José Gil y Serra se labró con ella una regular fortuna y una gran reputación de hombre de negocios en Barcelona.

## Compañía de Minas de Cataluña y Aragón
Charles Lebón y Pedro Gil y Babot también fueron socios en la Compañía de Minas de Cataluña y Aragón promovida por el político y empresario francés (de Sant Llorenç de Cerdans, en el pirenáico Vallespir) Lorenzo Garcias. Fue constituida en Perpiñán en 1842. 
Esta empresa afirmaba ser propietaria de minas de hulla en Ogassa, Freixenet de Dalt y Surroca en la provincia de Gerona; de minas de hierro en Ventola, Brugera, Sarat, Bellver de Cerdaña, San Lorenzo de la Muga, Darnius, Masarach y Rocacorba, también en la provincia de Gerona; de minas de azufre en Villel y Libros en Teruel, así como minas de lignito en la zona de Mequinenza y cobre, pirita argentífera (plomo y plata) en diversos pueblos catalanes. 
Lorenzo Garcías no solo planteaba la explotación de las minas, sino también la construcción de ferrocarriles, y es cuando no se había construido ninguno en España. 
Su proyecto era faraónico. Pedro Gil y Babot y su hijo Pedro Gil y Serra quedaron deslumbrados por los proyectos de Lorenzo Garcias. Garcias era el impulsor, Lebon la dirección técnica y los Gil los banqueros. 
La empresa, tras diversas vicisitudes, acabó mal. Las diferencias en su seno entre los Gil y Lebon afectó colateralmente a la marcha de la empresa del gas.

## Político
Se inició como político en Barcelona durante el Trienio Liberal culminando como diputado en las Cortes de Madrid, llegando a ser vicepresidente del Congreso de los Diputados. Sus ideas liberales unidas a su condición de gran comerciante le llevó a asumir diversas responsabilidades políticas, empezando por la Junta de Administración de Caudales Públicos de Barcelona, de la cual también eran vocales importantes comerciantes como Mariano Flaquer, Cristóbal Roig y Vidal o Juan Reynals. La primera reunión de la Junta tuvo lugar en la casa del Marqués de Barberá en 1823, que eran tiempos difíciles para los liberales catalanes con el regreso del absolutismo de Fernando VII. Durante la siguiente década, la Década Ominosa, Pedro Gil y Babot no tuvo ninguna actividad política, aunque siempre mantuvo su estrecha relación con Agustín de Argüelles y Álvarez. 
Integrado en la Milicia Urbana o Guardia Nacional de Barcelona, se incorporó en 1835 a la Junta de Armamento y Recursos del Principado de Cataluña, creada por el capitán general de Cataluña, el liberal Francisco Espoz y Mina, en la cual representaba, junto a José Magriñá, a la provincia de Tarragona. Allí ejercía como capitán de las Milicias Provinciales y Tesorero. Unas semanas después, Pedro Gil y Babot fue nombra procurador a Cortes por la provincia de Tarragona, lo que le permitió saltar de la política catalana a la política española, trasladando su residencia de Barcelona a Madrid entre 1836 y 1843. 
Pedro Gil y Babot unió su condición de diputado a la de representante en Madrid de diversas instituciones catalanas, como la Junta de Obras del Puerto de Tarragona o la Comisión de Fábricas. En la mayor parte de sus intervenciones en las Cortes, Pedro Gil y Babot se ocupó de cuestiones de política económica y de Hacienda Pública, denunciando diversas prácticas de corrupción, bien conocidas por experiencia personal.
Mantuvo siempre una gran amistad con Juan Prim lo que le llevó a ser capitán general interino de Cataluña, durante unas semanas de 1843, pero espantado por una revuelta popular, tras renunciar al cargo, huyó de Barcelona para refugiarse en la casa que tenía en el municipio colindante de San Gervasio de Cassolas, donde hoy está el parque del Turó de Monterolas, en la que alojó a diversos patricios de Barcelona. La revuelta popular acabó con el bombardeo de Barcelona por el general Juan Prim. Tras la capitulación de la Junta Suprema de Barcelona, Pedro Gil y Babot regresó a Barcelona y se reincorporó a sus actividades. La hegemonía del partido moderado lo alejó de la política aunque mantuvo, algunos cargos como el de vocal de la Junta Suprema de Sanidad del Reino y, tras su retirada, obtuvo la categoría de primer jefe del Cuerpo de Administración Civil del Estado. En 1850 renovó su escaño como diputado por Tarragona, siendo de nuevo el candidato más votado, por encima de Prim, aunque no consta que participase en ninguna sesión de la legislatura.

## Coleccionista de arte

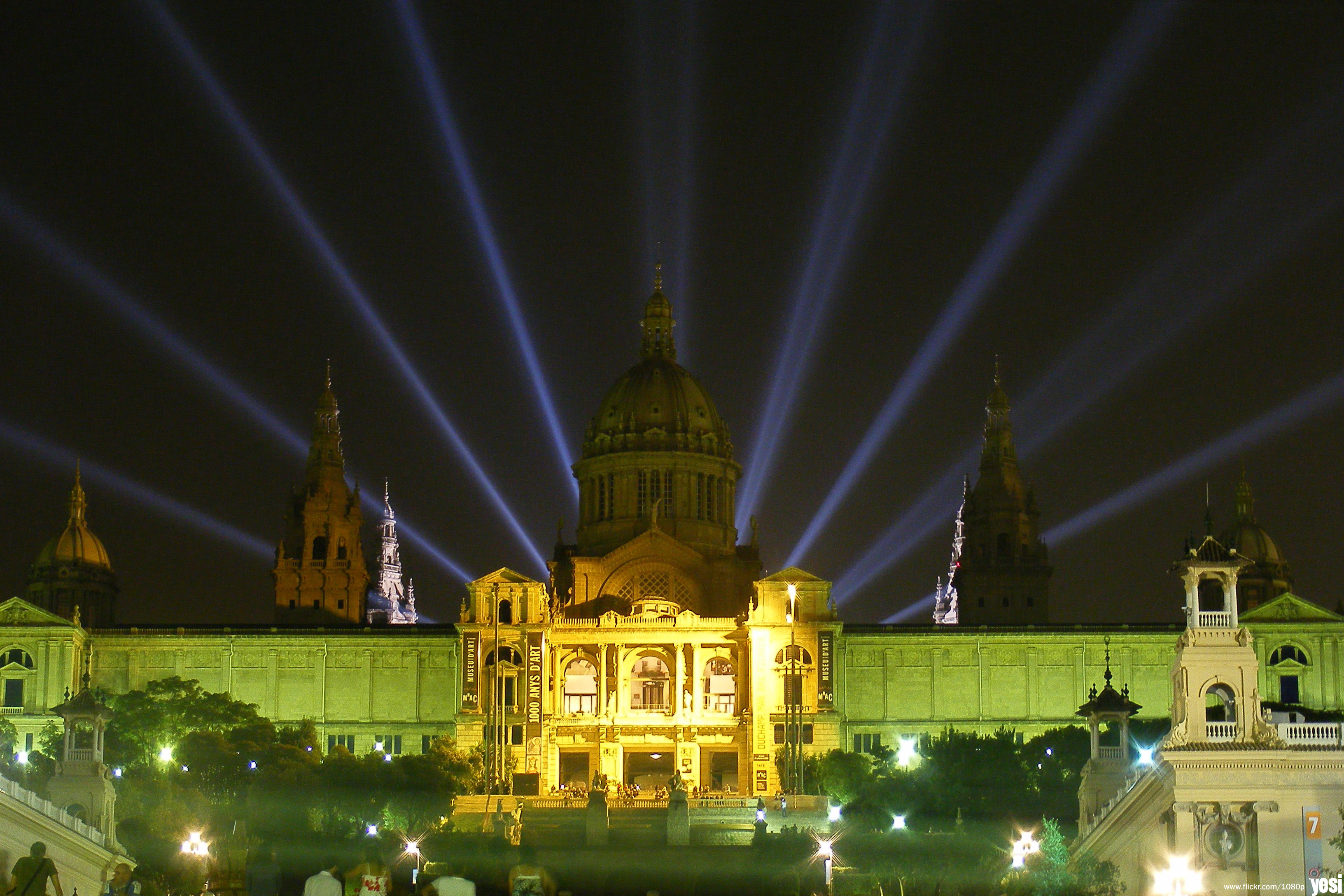
Museo Nacional de Arte de Cataluña, donde se encuentran diversas obras de la Colección Gil.

Durante su estancia en Madrid, recibió a diferentes marchantes de arte a través de los cuales fue comprando con muy buen criterio cuadros de gran valor de Velázquez, Zurbarán, Murillo, Tintoretto, Juan de Juanes, etc. En pocos años, Pedro Gil y Babot reunió una colección de más de sesenta piezas de arte, en su mayoría cuadros. La solidez de su fortuna le permitió no tener que vender ninguna obra y transmitírselas a sus hijos. Su nieto, Leopoldo Gil y Llopart, heredó la colección y, a principios del siglo XX, considerando su importancia, la depositó en el entonces Museo de Bellas Artes de Barcelona, pasando luego a las instalaciones del Museo de Arte Moderno de Barcelona sito en el Parque de la Ciudadela y, finalmente, al Museo Nacional de Arte de Cataluña sito en el Palacio Nacional de Montjuic. 
En este último se encuentran veinte obras, que fueron adquiridas en los años 1940 por el Ayuntamiento de Barcelona, en condiciones muy favorables gracias a los herederos de Leopoldo Gil y Llopart: Elisa, Carmen y Leopoldo Gil y Nebot.